# 科朗泰河
科朗泰河（又稱大斯卡西斯河）是西非的河流，流經畿內亞和塞拉利昂，河流全長257公里，自金迪亞以北約40公里富塔賈隆高地的發源地朝西南方流，最終在塞拉利昂西北部注入大西洋:7。